# Single Bells
Single Bells és una pel·lícula filipina dirigida per Fifth Solomon, que s'estrenarà el 8 d'abril de l'any 2023. Produïda por TinCan, Single Bells és una de les vuit pel·lícules oficials que van competir en l'edició inaugural del 49è Festival de cinema d'estiu de Metro Manila (2023).

## Argument
Malgrat que no s'han proporcionat encara detalls sobre la trama, és possible que la pel·lícula giri entorn d'una història d'amor i segueixi el gènere de la comèdia romàntica, molt popular entre el públic filipí.

## Al voltant de la pel·lícula

### Anecdotari
- Quan encara no s'havia anunciat oficialment la selecció de pel·lícules per al proper Festival de Cinema de Metro Manila, l'actriu principal del film, Angeline Quinto, va revelar als seus seguidors a les xarxes socials que "Single Bells" havia estat seleccionada per al festival i altres detalls no coneguts.[2]

## Repartiment principal
El repartiment principal està integrat per,
- Aljur Abrenica
- Alex Gonzaga
- Angeline Quinto